# Premiership Rugby 2014-2015
Premiership Rugby 2014-15 fu il 28º campionato nazionale inglese di rugby a 15 di prima divisione.
Si tenne dal 5 settembre 2014 al 30 maggio 2015 tra 12 squadre, che si incontrarono nella stagione regolare a girone unico che designò le quattro contendenti ai play-off per il titolo finale.
Il torneo fu noto anche come Aviva Premiership a seguito di accordo di naming stipulato a luglio 2010 con la compagnia britannica d'assicurazioni Aviva e successivamente rinnovato nel 2013.
A partire da tale stagione il London Wasps tolse l'indicazione della città dalla propria ragione sociale e tornò a chiamarsi Wasps, anche a seguito dello spostamento della sede a Coventry per fare fronte ai pesanti costi di gestione che stavano indebitando il club, anche se tale operazione fu sgradita a buona parte della tifoseria.
I campioni uscenti di Northampton, vincitori della stagione regolare, si videro sbarrare la strada della finale dai Saracens, mentre Bath, eliminando Leicester nei play-off, tornò a giocare la sua prima finale dal 2004.
Nella gara decisiva a Twickenham, il Saracens si impose per 28 a 16 guadagnando così il proprio secondo titolo di campione d'Inghilterra.
Avendo vinto la Challenge Cup 2014-15, Gloucester, pur nona in graduatoria generale, prese il posto della settima classificata per lo spareggio d'ammissione alla Champions Cup 2015-16.
Il London Welsh, autore di un campionato senza acuti, retrocedette con quattro turni d'anticipo totalizzando zero vittorie e un solo punto di bonus.
Il valore delle marcature, come stabilito dall’IRFB nel 1992, era: 5 punti per ciascuna meta (7 se trasformata), 3 punti per la realizzazione di ciascun calcio piazzato, idem per il drop.

## Squadre partecipanti
- Bath
- Exeter
- Gloucester
- Harlequins (Londra)
- Leicester
- London Irish (Londra)
- London Welsh (Londra)
- Newcastle (Newcastle upon Tyne)
- Northampton
- Sale Sharks (Sale)
- Saracens (Londra)
- Wasps (Coventry)

## Stagione regolare

### Risultati
|            | 1ª giornata                 |       |
| ---------- | --------------------------- | ----- |
| 5-9-2014   | Northampton – Gloucester    | 53-6  |
| 6-9-2014   | Sale Sharks – Bath          | 20-29 |
| 6-9-2014   | Saracens – Wasps            | 34-28 |
| 6-9-2014   | Leicester – Newcastle       | 36-17 |
| 6-9-2014   | London Irish – Harlequins   | 15-20 |
| 7-9-2014   | London Welsh – Exeter       | 0-52  |
|            |                             |       |
|            | 4ª giornata                 |       |
| 26-9-2014  | London Welsh – Gloucester   | 10-46 |
| 27-9-2014  | Leicester – London Irish    | 19-22 |
| 27-9-2014  | Saracens – Sale Sharks      | 40-19 |
| 27-9-2014  | Northampton – Bath          | 31-24 |
| 28-9-2014  | Exeter – Harlequins         | 36-13 |
| 28-9-2014  | Wasps – Newcastle           | 35-18 |
|            |                             |       |
|            | 7ª giornata                 |       |
| 14-11-2014 | Gloucester – Harlequins     | 15-22 |
| 14-11-2014 | Northampton – Exeter        | 18-24 |
| 15-11-2014 | Sale Sharks – London Irish  | 36-8  |
| 15-11-2014 | Bath – Newcastle            | 23-14 |
| 16-11-2014 | Leicester – Saracens        | 21-21 |
| 16-11-2014 | Wasps – London Welsh        | 71-7  |
|            |                             |       |
|            | 10ª giornata                |       |
| 20-12-2014 | Sale Sharks – Exeter        | 18-11 |
| 20-12-2014 | Gloucester – Bath           | 16-39 |
| 20-12-2014 | Harlequins – Newcastle      | 15-7  |
| 20-12-2014 | Northampton – Leicester     | 23-19 |
| 20-12-2014 | Saracens – London Welsh     | 78-7  |
| 21-12-2014 | Wasps – London Irish        | 48-16 |
|            |                             |       |
|            | 13ª giornata                |       |
| 10-1-2015  | Sale Sharks – Northampton   | 20-7  |
| 10-1-2015  | Bath – Wasps                | 39-26 |
| 9-1-2015   | Gloucester – Saracens       | 24-23 |
| 10-1-2015  | Harlequins – Leicester      | 32-12 |
| 11-1-2015  | London Irish – Exeter       | 28-26 |
| 11-1-2015  | Newcastle – London Welsh    | 38-7  |
|            |                             |       |
|            | 16ª giornata                |       |
| 28-2-2015  | London Welsh – London Irish | 12-50 |
| 28-2-2015  | Exeter – Bath               | 16-6  |
| 28-2-2015  | Leicester – Sale Sharks     | 28-8  |
| 27-2-2015  | Northampton – Harlequins    | 17-13 |
| 28-2-2015  | Saracens – Newcastle        | 22-17 |
| 1-3-2015   | Wasps – Gloucester          | 32-21 |
|            |                             |       |
|            | 19ª giornata                |       |
| 12-4-2015  | Exeter – Northampton        | 21-10 |
| 11-4-2015  | Harlequins – Gloucester     | 29-26 |
| 11-4-2015  | Saracens – Leicester        | 22-6  |
| 12-4-2015  | London Welsh – Wasps        | 13-40 |
| 12-4-2015  | London Irish – Sale Sharks  | 25-23 |
| 10-4-2015  | Nowcastle – Bath            | 19-29 |
|            |                             |       |
|            | 22ª giornata                |       |
| 16-5-2015  | Bath – Gloucester           | 50-30 |
| 16-5-2015  | Exeter – Sale Sharks        | 44-16 |
| 16-5-2015  | Leicester – Northampton     | 22-14 |
| 16-5-2015  | London Irish – Wasps        | 40-40 |
| 16-5-2015  | London Welsh – Saracens     | 17-68 |
| 16-5-2015  | Newcastle – Harlequins      | 37-21 |

|            | 2ª giornata                 |       |
| ---------- | --------------------------- | ----- |
| 12-9-2014  | Harlequins – Saracens       | 0-39  |
| 13-9-2014  | Bath – London Welsh         | 53-26 |
| 13-9-2014  | Gloucester – Sale Sharks    | 34-27 |
| 13-9-2014  | Exeter – Leicester          | 20-24 |
| 14-9-2014  | Wasps – Northampton         | 20-16 |
| 14-9-2014  | Newcastle – London Irish    | 18-20 |
|            |                             |       |
|            | 5ª giornata                 |       |
| 3-10-2014  | Bath – Saracens             | 21-11 |
| 4-10-2014  | Harlequins – London Welsh   | 52-0  |
| 4-10-2014  | London Irish – Northampton  | 12-19 |
| 4-10-2014  | Gloucester – Leicester      | 33-16 |
| 5-10-2014  | Sale Sharks – Wasps         | 25-14 |
| 5-10-2014  | Newcastle – Exeter          | 29-24 |
|            |                             |       |
|            | 8ª giornata                 |       |
| 21-11-2014 | Newcastle – Gloucester      | 20-10 |
| 22-11-2014 | Exeter – Wasps              | 31-15 |
| 22-11-2014 | Harlequins – Sale Sharks    | 12-16 |
| 22-11-2014 | London Irish – Bath         | 23-33 |
| 22-11-2014 | Saracens – Northampton      | 24-31 |
| 23-11-2014 | London Welsh – Leicester    | 5-26  |
|            |                             |       |
|            | 11ª giornata                |       |
| 26-12-2014 | London Irish – London Welsh | 24-9  |
| 27-12-2014 | Sale Sharks – Leicester     | 30-32 |
| 27-12-2014 | Bath – Exeter               | 31-14 |
| 28-12-2014 | Gloucester – Wasps          | 23-30 |
| 27-12-2014 | Harlequins – Northampton    | 25-30 |
| 27-12-2014 | Newcastle – Saracens        | 23-25 |
|            |                             |       |
|            | 14ª giornata                |       |
| 14-2-2015  | Exeter – Newcastle          | 46-17 |
| 13-2-2015  | Leicester – Gloucester      | 18-15 |
| 13-2-2015  | Northampton – London Irish  | 15-9  |
| 15-2-2015  | Wasps – Harlequins          | 37-6  |
| 15-2-2015  | London Welsh – Sale Sharks  | 12-52 |
| 15-2-2015  | Saracens – Bath             | 34-24 |
|            |                             |       |
|            | 17ª giornata                |       |
| 6-3-2015   | Bath – Sale Sharks          | 12-3  |
| 7-3-2015   | Exeter – London Welsh       | 74-19 |
| 7-3-2015   | Gloucester – Northampton    | 33-33 |
| 7-3-2015   | Harlequins – London Irish   | 26-20 |
| 8-3-2015   | Wasps – Saracens            | 17-26 |
| 8-3-2015   | Newcastle – Leicester       | 12-16 |
|            |                             |       |
|            | 20ª giornata                |       |
| 25-4-2015  | Sale Sharks – Harlequins    | 23-25 |
| 24-4-2015  | Bath – London Irish         | 43-18 |
| 25-4-2015  | Gloucester – Newcastle      | 42-40 |
| 25-4-2015  | Leicester – London Welsh    | 38-17 |
| 25-4-2015  | Northampton – Saracens      | 25-20 |
| 26-4-2015  | Wasps – Exeter              | 36-29 |

|            | 3ª giornata                |       |
| ---------- | -------------------------- | ----- |
| 19-9-2014  | Gloucester – Exeter        | 22-25 |
| 20-9-2014  | Sale Sharks – London Welsh | 46-8  |
| 20-9-2014  | Harlequins – Wasps         | 26-23 |
| 20-9-2014  | London Irish – Saracens    | 32-36 |
| 20-9-2014  | Bath – Leicester           | 45-0  |
| 21-9-2014  | Newcastle – Northampton    | 10-35 |
|            |                            |       |
|            | 6ª giornata                |       |
| 10-10-2014 | Leicester – Harlequins     | 22-16 |
| 11-10-2014 | London Welsh – Newcastle   | 3-23  |
| 11-10-2014 | Exeter – London Irish      | 44-24 |
| 11-10-2014 | Saracens – Gloucester      | 28-21 |
| 11-10-2014 | Northampton – Sale Sharks  | 43-10 |
| 12-10-2014 | Wasps – Bath               | 29-22 |
|            |                            |       |
|            | 9ª giornata                |       |
| 29-11-2014 | Bath – Harlequins          | 25-6  |
| 29-11-2014 | Exeter – Saracens          | 27-19 |
| 29-11-2014 | Leicester – Wasps          | 18-16 |
| 29-11-2014 | London Irish – Gloucester  | 9-21  |
| 30-11-2014 | London Welsh – Northampton | 14-43 |
| 30-11-2014 | Newcastle – Sale Sharks    | 13-18 |
|            |                            |       |
|            | 12ª giornata               |       |
| 3-1-2015   | Exeter – Gloucester        | 25-26 |
| 4-1-2015   | Leicester – Bath           | 17-8  |
| 2-1-2015   | Northampton – Newcastle    | 39-31 |
| 3-1-2015   | Saracens – London Irish    | 22-6  |
| 4-1-2015   | Wasps – Sale Sharks        | 41-16 |
| 4-1-2015   | London Welsh – Harlequins  | 13-24 |
|            |                            |       |
|            | 15ª giornata               |       |
| 20-2-2015  | Newcastle – Wasps          | 23-23 |
| 21-2-2015  | Sale Sharks – Saracens     | 14-10 |
| 21-2-2015  | Bath – Northampton         | 13-21 |
| 21-2-2015  | Gloucester – London Welsh  | 48-10 |
| 21-2-2015  | Harlequins – Exeter        | 21-32 |
| 22-2-2015  | London Irish – Leicester   | 6-12  |
|            |                            |       |
|            | 18ª giornata               |       |
| 29-3-2015  | Sale sharks – Gloucester   | 23-6  |
| 28-3-2015  | Leicester – Exeter         | 25-18 |
| 28-3-2015  | London Irish – Newcastle   | 22-21 |
| 27-3-2015  | Northampton – Wasps        | 52-30 |
| 28-3-2015  | Saracens – Harlequins      | 42-14 |
| 29-3-2015  | London Welsh – Bath        | 14-29 |
|            |                            |       |
|            | 21ª giornata               |       |
| 9-5-2015   | Sale Sharks – Newcastle    | 34-28 |
| 9-5-2015   | Gloucester – London Irish  | 35-13 |
| 8-5-2015   | Harlequins – Bath          | 26-27 |
| 9-5-2015   | Northampton – London Welsh | 46-0  |
| 10-5-2015  | Saracens – Exeter          | 20-24 |
| 9-5-2015   | Wasps – Leicester          | 21-26 |

### Classifica
| Pos | Squadra      | G  | V  | N | P  | PF  | PS   | DP   | BMP | Pt |
| --- | ------------ | -- | -- | - | -- | --- | ---- | ---- | --- | -- |
| 1   | Northampton  | 22 | 16 | 1 | 5  | 621 | 400  | +221 | 10  | 76 |
| 2   | Bath         | 22 | 16 | 0 | 6  | 625 | 414  | +211 | 11  | 75 |
| 3   | Leicester    | 22 | 15 | 1 | 6  | 453 | 421  | +32  | 6   | 68 |
| 4   | Saracens     | 22 | 14 | 1 | 7  | 664 | 418  | +246 | 10  | 68 |
| 5   | Exeter       | 22 | 14 | 0 | 8  | 663 | 437  | +226 | 12  | 68 |
| 6   | Wasps        | 22 | 11 | 2 | 9  | 672 | 527  | +145 | 13  | 61 |
| 7   | Sale Sharks  | 22 | 11 | 0 | 11 | 497 | 482  | +15  | 10  | 54 |
| 8   | Harlequins   | 22 | 10 | 0 | 12 | 444 | 514  | −70  | 9   | 49 |
| 9   | Gloucester   | 22 | 9  | 1 | 12 | 553 | 575  | −22  | 10  | 48 |
| 10  | London Irish | 22 | 7  | 1 | 14 | 442 | 578  | −136 | 10  | 40 |
| 11  | Newcastle    | 22 | 5  | 1 | 16 | 475 | 545  | −70  | 12  | 34 |
| 12  | London Welsh | 22 | 0  | 0 | 22 | 223 | 1021 | −798 | 1   | 1  |

## Play-off
|  | Semifinali | Semifinali  | Semifinali |          |      | Finale | Finale | Finale |  |
|  |            |             |            |          |      |        |        |        |  |
|  | 1          | Northampton | 24         |          |      |        |        |        |  |
|  | 1          | Northampton | 24         |          |      |        |        |        |  |
|  | 4          | Saracens    | 29         |          |      |        |        |        |  |
|  | 4          | Saracens    | 29         |          | Bath | Bath   | 16     |        |  |
|  |            |             |            |          | Bath | Bath   | 16     |        |  |
|  |            |             | Saracens   | Saracens | 28   |        |        |        |  |
|  | 2          | Bath        | Saracens   | Saracens | 28   | 47     |        |        |  |
|  | 2          | Bath        |            |          |      |        |        |        |  |
|  | 3          | Leicester   | 10         |          |      |        |        |        |  |

### Semifinali
| Arbitro: | Greg Garner (Coventry) |

|                          |      |                                    |
| tecnica 13’ T. Wood 57’  | mt   | 2’ Strettle 47’ George             |
| Myler 13’                | tr   | 2’, 47’ O. Farrell                 |
| Myler 27’, 40’, 44’, 79’ | c.p. | 24’, 32’, 53’, 61’, 77’ O. Farrell |

| Arbitro: | J.P. Doyle (Londra) |

|                                                                    |      |               |
| Banahan 1’, 24’, 75’ Eastmond 29’ Stringer 63’ Ford 68’ Watson 79’ | mt   | 39’ T. Youngs |
| Ford 1’, 24’, 29’, 63’, 75’, 79’                                   | tr   | 39’ Burns     |
|                                                                    | c.p. | 23’ Burns     |

### Finale
| Arbitro: | Wayne Barnes (Gloucester) |

| |              | |
| Joseph 51’ | mt           | 5’ O. Farrell 13’ George 31’ Wyles |
| Ford 51’ | tr           | 5’, 31’ O. Farrell |
| Ford 26’, 44’, 60’ | c.p.         | 21’, 37’, 62’ O. Farrell |
| · 9’ Watson · Rokoduguni · Joseph · Eastmond · Banahan · Ford · 67’ Stringer · 47’ James · 47’ Batty · 49’ D. Wilson · 54’ Hooper · 58’ Attwood · Burgess · Louw · 60’ Houston | Formazioni   | · Al. Goode · Strettle 60’ · D. Taylor · Barritt 69’ · Wyles · O. Farrell · Wigglesworth 55’ · M. Vunipola 77’ · J. George 53’ · P. du Plessis 49’ · Kruis · Hargreaves 33’ · Itoje 70’ · J. Burger · B. Vunipola |
| · 9’ Devoto · 47’ Auterac · 47’ Webber · 49’ Thomas · 54’ Day · 58’ Garvey · 60’ Fearns · 67’ Cook                                                                             | Sostituzioni | · Wray 33’ · Figallo 49’ · Brits 53’ · de Kock 55’ · C. Ashton 60’ · C. Hodgson 69’ · Hamilton 70’ · Barrington 77’                                                                                               |
| Mike Ford | Allenatori   | Mark McCall |

## Verdetti
- Saracens: Campione d'Inghilterra.
- Saracens, Northampton, Bath, Leicester, Exeter, Wasps: qualificate alla Champions Cup 2015-16.
- Gloucester[8]: allo spareggio con la settima classificata di Top 14 per l'accesso alla Champions Cup 2015-16.
- : Sale Sharks, Harlequins, London Irish, Newcastle: qualificate alla Challenge Cup 2015-16.
- London Welsh: retrocesso in RFU Championship 2015-16.